# El Qiyam
El Qiyam (Les valeurs) est une association islamique créée en février 1963 en Algérie par Malek Bennabi et des oulémas. Elle œuvrait à la restauration des valeurs islamiques, mais sera interdite en 1966 puis dissoute en 1970. 

## Programme et idées
L’association critiquait l'occidentalisation de l'Algérie, la politique socialiste du président Ben-Bella, et dénonçait la perte des valeurs islamiques, qu'elle voulait réhabiliter. Elle demandait l’application de la charia dans le droit, le changement du jour du week-end au vendredi (demande satisfaite par le président Boumediène en 1976), l’interdiction de l’alcool, l'exclusion des non-musulmans des emplois publics, la séparation entre les hommes et les femmes sur les plages, l'introduction de l’éducation islamique à l’école (ce qui a été fait en 1964), l’interdiction aux femmes de faire du sport ou de participer aux parades de fêtes nationales. L'association dénigrait tous les partis politiques qui avaient des valeurs autres que musulmanes comme le communisme, le nationalisme ou la laïcité.
L'association diffusait ses idées dans des périodique comme la Revue de l'éducation musulmane et Humanisme musulman. En août 1965, on peut lire dans ce dernier journal:  « Tous les partis politiques, tous les régimes, tous les leaders qui ne se basent pas sur l'islam sont illégaux et dangereux. Un parti communiste, un parti séculier, un parti marxiste, un parti nationaliste, ne peuvent pas exister en terre d'Islam ». 
Des membres de l'association vandaliseront des statues romaines à Guelma.

## Influences idéologiques
L'association était très influencée par les idées de plusieurs réformateurs et de partisans d'un islam politique. Citons Djemâl ad-Dîn al-Afghâni, Mohammed Abduh, Chakib Arslane, Muhammad Rashid Rida, Abdelhamid Ben Badis, Mohamed Iqbal, Muhammad Asad, Saïd Nursî, Hassan El Banna, Sayyid Qutb, Mohamed el Ghazali et Sayyid Abul Ala Maududi.

## Membres
L'association était présidée par l'imam El Hachemi Tijan, membre des Oulémas algériens et secrétaire général de la faculté de lettres d'Alger). Nombre de membres de cette organisation y étaient actifs, comme Mesbah Houidek, Omar Larbaoui, Ahmed Sahnoun et Abdellatif Soltani. Abassi Madani était également membre. La création de l'association fut soutenue par Mohamed Khider.